# Fabinho (ur. 2002)
Fabinho, właśc. Fábio Silva de Freitas (ur. 9 kwietnia 2002 w Natal) – brazylijski piłkarz występujący na pozycji defensywnego pomocnika, od 2021 roku zawodnik Palmeiras.